# Шиндлеров ковчег
Шиндлеров ковчег је књига о Оскару Шиндлеру, немачком бизнисмену који је спасао више од хиљаду пољских Јевреја током холокауста. 1993. године Стивен Спилберг је направио филм који је освојио Оскара за најбољи филм.

## Радња књиге
Оскар Шиндлер, бизнисмен, члан нацистичке странке и непоправљиви женскарош, долази у Пољску, окупирану од стране нациста, у потрази за економским просперитетом. Запошљава Јевреје у својој фабрици, како би производили за Трећи рајх. Пошто је био сведок страдања Јевреја у краковском гету, убрзо је увидио зло нацизма. Његови радници долазе под терор нацистичког садисте Амона Гета, пошто су одведени у логор. Уз помоћ свог рачуновође Изака Стерна, Шиндлер прави листу најпотребнијих Јевреја. Он подмићује њемачке власти и самог Гета и успева да ослободи више од 1.200 Јевреја.